# Koniatyn
Koniatyn (ukr. Конятин) – wioska na Ukrainie, w obwodzie czernihowskim, rejonie sośnickim. Silska rada Koniatyn. Liczy  825 mieszkańców. 

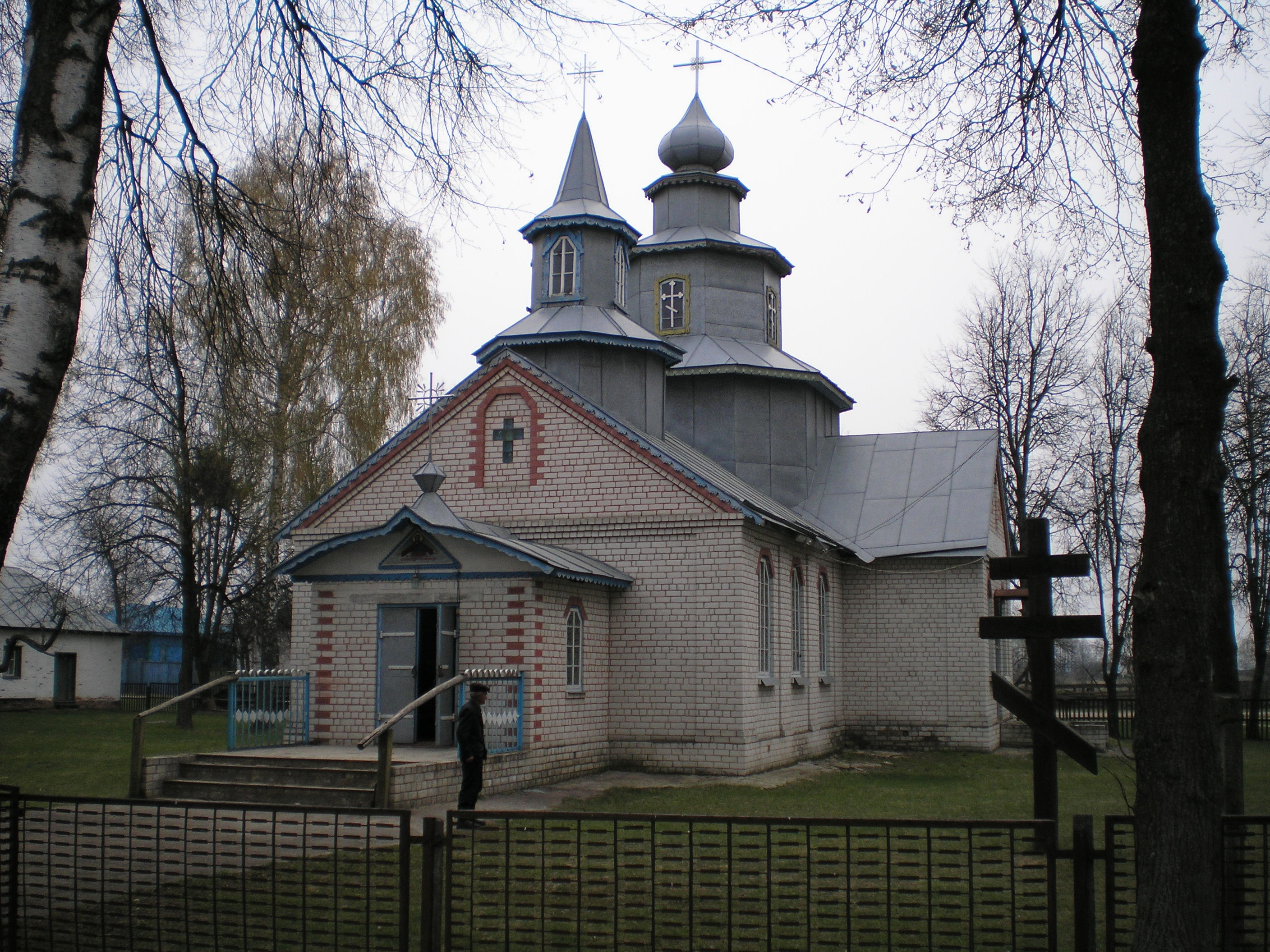
Cerkiew Zaśnięcia Matki Bożej

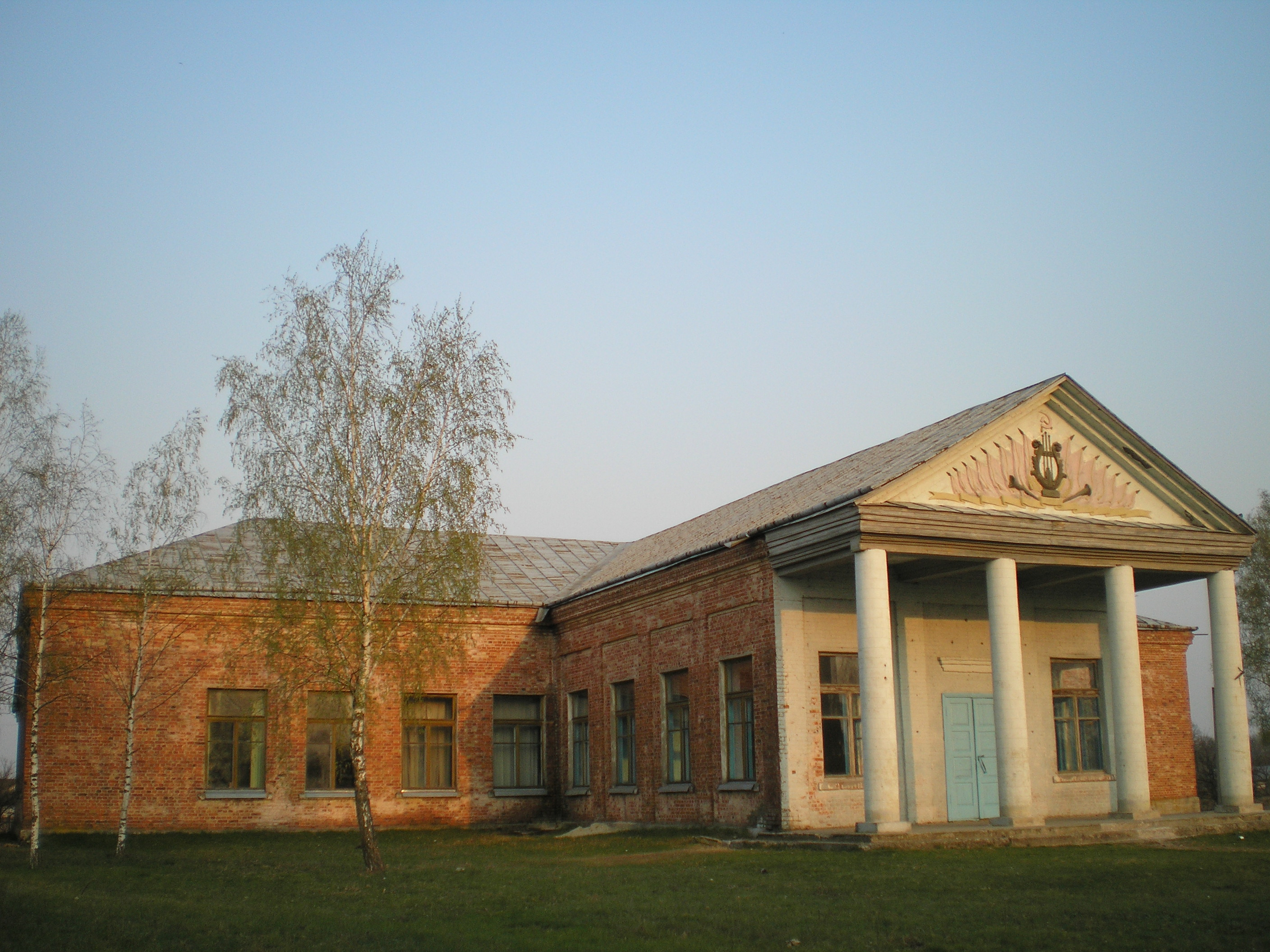
Wiejski Dom Kultury

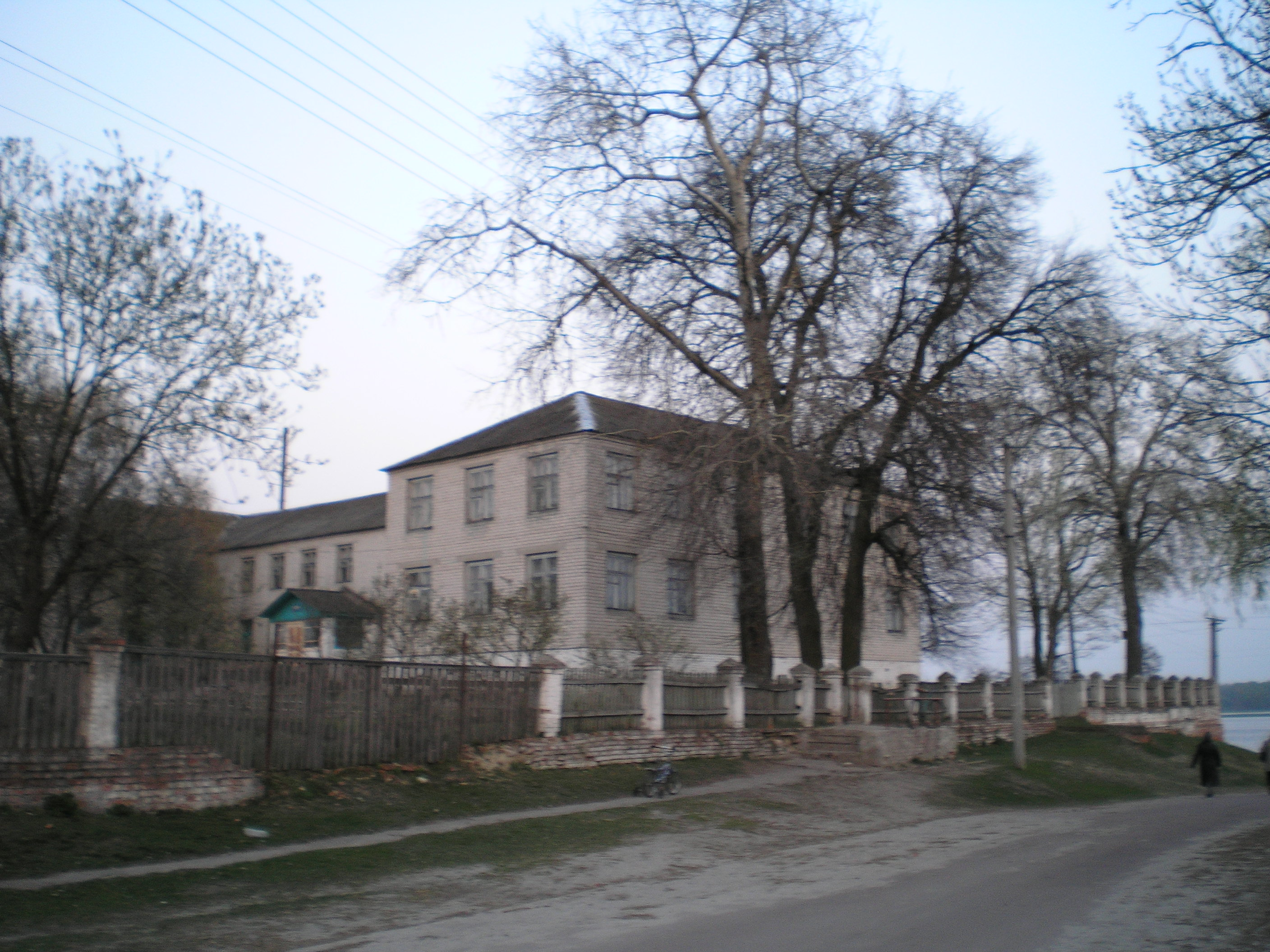
Szkoła

## Geografia
Wioska położona na prawym brzegu Desny wśród łąk zalewanych na wiosnę. Ze wschodu graniczy z bagnem Chudyńskim, z zachodu - z bagnem Szarowskim.
Odległość do centrum rejonu, Sośnicy - 25 km, do najbliższej wioski, Huty - 8 km. Przy wiosce znajduje się kilka jezior przyrzecznych - Walui, Koniatyn i in.

## Obiekty kultu
Drewniana cerkiew Zaśnięcia Matki Bożej zbudowana w roku 1871 została zniszczona przez miejscowych komunistów, na jej miejscu zbudowano szkołę. W 1990 roku na innym już miejscu zbudowano nową cerkiew murowaną. Parafia należy do eparchii czernihowskiej Ukraińskiego Kościoła Prawosławnego.

## Historia
Wioska powstała w końcu XVII wieku.